# Anastrepha tubifera
Anastrepha tubifera är en tvåvingeart som först beskrevs av Walker 1858.  Anastrepha tubifera ingår i släktet Anastrepha och familjen borrflugor. Inga underarter finns listade i Catalogue of Life.